# Abbaye Notre-Dame de Glastonbury
L'abbaye Notre-Dame de Glastonbury est une abbaye bénédictine située aux États-Unis, dans le Massachusetts à Hingham. Elle appartient à la congrégation helvéto-américaine au sein de la confédération bénédictine et comprend une communauté de dix moines.

## Histoire
Glastonbury a été fondée par l'abbaye de Benet Lake en 1954, à une heure de Boston et a été érigée en abbaye autonome en 1973. Elle a été nommée en souvenir de l'abbaye de Glastonbury, active dans le Somerset avant la dissolution des monastères par Henri VIII.
L'abbaye actuelle dirigeait au début des cours pour séminaristes, avec cours de latin, mais elle change d'orientation en s'occupant désormais d'apostolat auprès de personnes âgées dans une maison de retraite qu'elle gère depuis 1980 et auprès des populations de la banlieue-sud de Boston grâce à l'ouverture d'un centre culturel en 2001. 
Son apostolat est plus ouvert, cependant l'arrivée d'un administrateur doit décider du futur de l'abbaye qui vient de vendre sa maison de retraite à la commune d'Hingham début 2009.

## Abbés
- P. Edward Campbell, osb, (de Benet Lake) 1973-1986
- P. Nicholas Morcone, osb, 1986-2008
- P. Timothy Joyce,osb, (prieur) administrateur temporaire en 2008 en attendant l'arrivée d'un administrateur d'une autre abbaye.
- P. Mark Serna,osb, (ancien abbé de l'abbaye de Portsmouth (Rhode Island) administrateur pour deux ans depuis janvier 2009